# Calobates tuberculatus
Calobates tuberculatus är en kvalsterart som först beskrevs av Sandór Mahunka 1988.  Calobates tuberculatus ingår i släktet Calobates och familjen Oripodidae. Inga underarter finns listade.